# Jekaterina Makarova
Jekaterina Valerjevna Makarova (russisk: Екатерина Валерьевна Макарова, tr. Jekaterina Valerjevna Makarova; født 7. juni 1988 i Moskva, Sovjetunionen) er en professionel tennisspiller fra Rusland.
Hun repræsenterede sit land under sommer-OL 2012 i London, hvor hun blev elimineret i kvartfinalen i damedouble.
Hun tog guld under sommer-OL 2016 i damedouble.